# Wolfgang Wessnitzer
Wolfgang Wessnitzer (auch Weßnitzer; getauft 27. August 1629 in Nürnberg; † 31. August 1697 in Celle) war ein deutscher Organist und Kirchenliedkomponist.

## Leben
Wessnitzer war ein Schüler von Heinrich Scheidemann. 1654 hatte er sich vergeblich um eine Organistenstelle in Hamburg beworben, wurde aber stattdessen im August 1655 als Nachfolger seines Mitbewerbers Albert Schop zum Hoforganisten in Celle berufen. 1679 übernahm er zusätzlich das Amt des Stadtorganisten.  Er war auch Bearbeiter der Celle-Lüneburgischen Gesangbücher von 1661 und 1665.

## Werke
Wessnitzer verfasste 1661 die Melodie zum Lied Jesu, meines Lebens Leben (EG 86), dessen Text 1659 von Ernst Christoph Homburg geschrieben worden war.